# Sökkmímir
Sökkmímir o Søkkmímir è un oscuro personaggio della mitologia norrena citato solo in due fonti letterarie islandesi e generalmente interpretato dai mitografi come un imprecisato - ma probabilmente ben conosciuto dagli autori altomedievali - gigante (vedi Jǫtunn). Alcuni mitografi si sono spinti ad identificarlo con il gigante Mímir (Branston, 1955) o il nano Dúrnis (Rydberg, 1886-1889).

## Fonti
Sökkmímir compare, innanzitutto, nella strofa 50 del Grímnismál (Il lamento di Grímnir), un poema epico facente parte dell'Edda poetica in cui viene indicato come un gigante (iötun) ucciso da Odino.

Svidhurr e Svidhrir sono, infatti, due dei molti epiteti di Odino, il quale presentatosi sotto le mentite spoglie del viandante Grímnir alla corte del re Geirrøðr sta qui rivelando la sua vera natura declamando le imprese e i nomi con cui è conosciuto.
er ek hét at Søkkmímis,

ok dulða ek þann inn alda iötun,

þá er ek Miðviðnis vark

ins mæra burar

orðinn einbani.»
sono chiamato presso Søkkmímir,
e ingannai quell'antico gigante
quando io stesso divenni
del prode figlio di Miðviðnir
il solo uccisore.»
(Edda poetica - Grímnismál - Il discorso di Grímnir L)
La seconda occorrenza si trova nella strofa 2 dell'Ynglingatal, un poema scaldico (di controversa datazione e attribuzione) sull'origine dei monarchi norvegesi dalla semileggendaria stirpe reale svedese degli Yngling, contenuto nella Ynglinga saga (vedi Heimskringla) di Snorri Sturluson. 
Snorri, in Yngliga saga 11-12, spiega in questo modo il poema: Sveigðir (Swedge) era uno dei primi sovrani di Svezia ed aveva fatto giuramento di trovare il Goðheimr e di incontrare Odino. Per tale ragione aveva girato il mondo arrivando fino in Turchia, ma senza esito. Durante uno dei suoi viaggi, giunto nella Svezia orientale, Sveigðir arrivò in una tenuta chiamata Steinn, dove vi era una pietra grande come una casa. A sera, ritornando negli alloggiamenti, Sveigðir si volse verso la pietra e là vide, seduto sotto il sasso, un nano. «Il nano chiamò Sveigðir invitandolo a entrare se voleva incontrare Odino. Sveigðir balzò dentro la pietra ma questa si chiuse dietro di lui e Sveigðir non tornò indietro mai più.»
Il riferimento a Sökkmímir («la sala di quelli di Sökmímir») appare indicare una luminosa (bjartr) residenza sotterranea (salr) abitata da giganti (jötunbyggðr).
Dúrnis niðja

salvörðuðr

Sveigði vétti,

þá er í stein

enn stórgeði

Dusla konr

ept dvergi hljóp,

ok salr bjartr

þeira Sökmímis

jötunbyggðr

við jöfri gein»
guardingo del giorno,

il guardiano della sala

dei figli di Durnir

illuse Sveigðir,

quando il magnanimo

nipote di Dusli

balzò nel macigno

seguendo il nano

e la fulgida sala

di quelli di Sökmímir,

gremita di giganti,

ingoiò il principe.»
(Ynglingatal 2. Traduzione in italiano di Ludovica Koch ne Gli scaldi. Poesia cortese d’epoca vichinga, Einaudi 1984)